# بروکلین (اوهایو)
بروکلین(به انگلیسی: Brooklyn) شهری در ایالت اوهایو کشور ایالات متحده آمریکا است که جمعیت آن در سرشماری سال ۲۰۱۰ میلادی، ۱۱٬۱۶۹ نفر بوده‌است.